# Stanisław Niwiński (prezydent Włocławka)
Stanisław Niwiński – prezydent Włocławka w latach 1909–1914.

## Życiorys
Po wkroczeniu Niemców (w trakcie I wojny światowej) ewakuował się do Warszawy, a następnie do Kurska. Prezydentem Włocławka tytułował się co najmniej do 15 maja 1918 r., nawet po ucieczce pobierał z tego tytułu uposażenie z kasy miejskiej (było to możliwe, gdyż miasto deponowało swoje dochody w bankach rosyjskich). W praktyce jego obowiązki w czasie okupacji niemieckiej przejął nowo powołany burmistrz Ludwik Bauer, a później jego następcy. Ostatnim burmistrzem Włocławka był Stanisław Boryssowicz, wkrótce po odzyskaniu niepodległości mianowany prezydentem miasta.